# Mountain Province
Mountain Province is een provincie van de Filipijnen in het noorden van het eiland Luzon. De provincie maakt deel uit van regio CAR (Cordillera Administrative Region). De hoofdstad van de provincie is de gemeente Bontoc. Bij de census van 2015 telde de provincie bijna 155 duizend inwoners.

## Geschiedenis
Het gebied van de Cordillera Central bleek voor de Spanjaarden moeilijk on controle te krijgen. Reeds vanaf 1663 werden hiertoe pogingen ondernomen, maar het onherbergzame terrein en de vijandige inheemse bevolking bleken moeilijk te overkomen hindernissen. Uiteindelijk werden de verschillende delen van het gebied in zogenaamde
commandancia military-politicos geplaatst, maar echt onder controle kregen de Spanjaarden dit gebied nooit.
Tijdens de Amerikaanse overheersing werd het gebied in 1908 een grote provincie genaamd Mountain Province. Deze (oude) Mountain Provincie was in eerste instantie samengesteld uit de subprovincies Amburayan, Apayao, Benguet, Bontoc, Ifugao, Kalinga en Lepanto. Later werden Amburayan en Lepanto geïntegreerd in de subprovincies Bontoc en Benguet.
Op 18 juni 1966 werd de wet aangenomen die de oude Mountain Province opdeelde in de vier provincies Benguet, Ifugao, Kalinga-Apayao en de huidige Mountain Province (uit de oude subprovincie Bontoc). Tijdens de regeerperiode van Corazon Aquino werd de autonome regio Cordillera Administrative Region gevormd, met Mountain province als een van de zes provincies.

## Geografie

### Topografie en landschap
Mountain Province is een provincie het noorden van het grootste Filipijnse eiland Luzon gelegen tussen 16° 50’ 28" en 17° 17' 42" noorderbreedte en 120° 45' 46" en 121° 35' 16" oosterlengte. De provincie wordt omgeven door de provincies Kalinga in het noorden, Isabela in het oosten, Kalinga, Ifugao in het zuiden, Benguet in het westen en Abra in het noordwesten. De provincie is erg bergachtig. De hoogste berg van Mountain Province is met 2702 meter Mount Amuyao in de gemeente Barlig.

### Bestuurlijke indeling
Mountain Province bestaat uit 10 gemeenten.
| - Barlig - Bauko - Besao - Bontoc - Natonin | - Paracelis - Sabangan - Sadanga - Sagada - Tadian |

Deze gemeenten zijn weer verder onderverdeeld in 144 barangays.

## Demografie
Mountain Province had bij de census van 2015 een inwoneraantal van 154.590 mensen. Dit waren 403 mensen (0,3%) meer dan bij de vorige census van 2010. Ten opzichte van de census van 2000 was het aantal inwoners gegroeid met 14.151 mensen (10,1%). De gemiddelde jaarlijkse groei in die periode kwam daarmee uit op 0,05%, hetgeen lager was dan het landelijk jaarlijks gemiddelde over deze periode (1,72%).

De bevolkingsdichtheid van Mountain Province was ten tijde van de laatste census, met 154.590 inwoners op 2157,38 km², 71,7 mensen per km².

## Economie
Mountain Province is een arme provincie. Uit cijfers van het National Statistical Coordination Board (NSCB) uit het jaar 2003 blijkt dat 57,0% (14.855 mensen) onder de armoedegrens leefde. In het jaar 2000 was dit 57,1%. Daarmee staat Mountain Province 7e op de lijst van provincies met de meeste mensen onder de armoedegrens. Van alle 79 provincies staat Mountain Province bovendien 3de op de lijst van provincies met de ergste armoede. Daaruit kan geconcludeerd worden dat er veel mensen ver onder de armoedegrens leven.

## Bestuur en politiek
Zoals in alle provincies in de Filipijnen is de belangrijkste bestuurder van Mountain Province een gouverneur. De gouverneur wordt sinds 1987 elke drie jaar gekozen en is het hoofd van het provinciale bestuur en de uitvoerende organen. De huidige gouverneur van de provincie, Bonifacio Lacwasan jr is tijdens de verkiezingen van 2022 voor drie jaar herkozen. De vicegouverneur, momenteel Francis Tauli, is voorzitter van de provinciale raad. Deze provinciale raad is in Mountain samengesteld uit 8 afgevaardigden met vier afgevaardigden uit elke van de twee kiesdistricten. Deze afgevaardigden worden rechtstreeks gekozen door de stemgerechtigde inwoners in de provincie.
Lijst van gouverneurs van Mountain Province sinds 1967
| - 1967 - 1969 Alfredo Lamen sr. - 1969 - 1979 Jaime K. Gomez sr. - 1979 - 1980? Saturnino Moldero Jr. - 1980 - 1983? Nicasio T. Aliping Sr. - 1984 - 1986? Modesto Calde - 1986 - 1988 John Likigan Sr. - 1988 - 1989 Roy S. Pilando - 1989 - 1990 Alfredo Lamen jr. | - 1991 - 1992 Roy S. Pilando (interim) - 1992 – 1998 Maximo B. Dalog - 1998 - 2001 Leonard G. Mayaen - 2001 - 2004 Sario M. Malinias - 2004 – 2010 Maximo B. Dalog - 2010 - 2016 Leonard G. Mayaen - 2016 - 2025 Bonifacio C. Lacwasan jr. |